# 北海道道286号登別停車場線

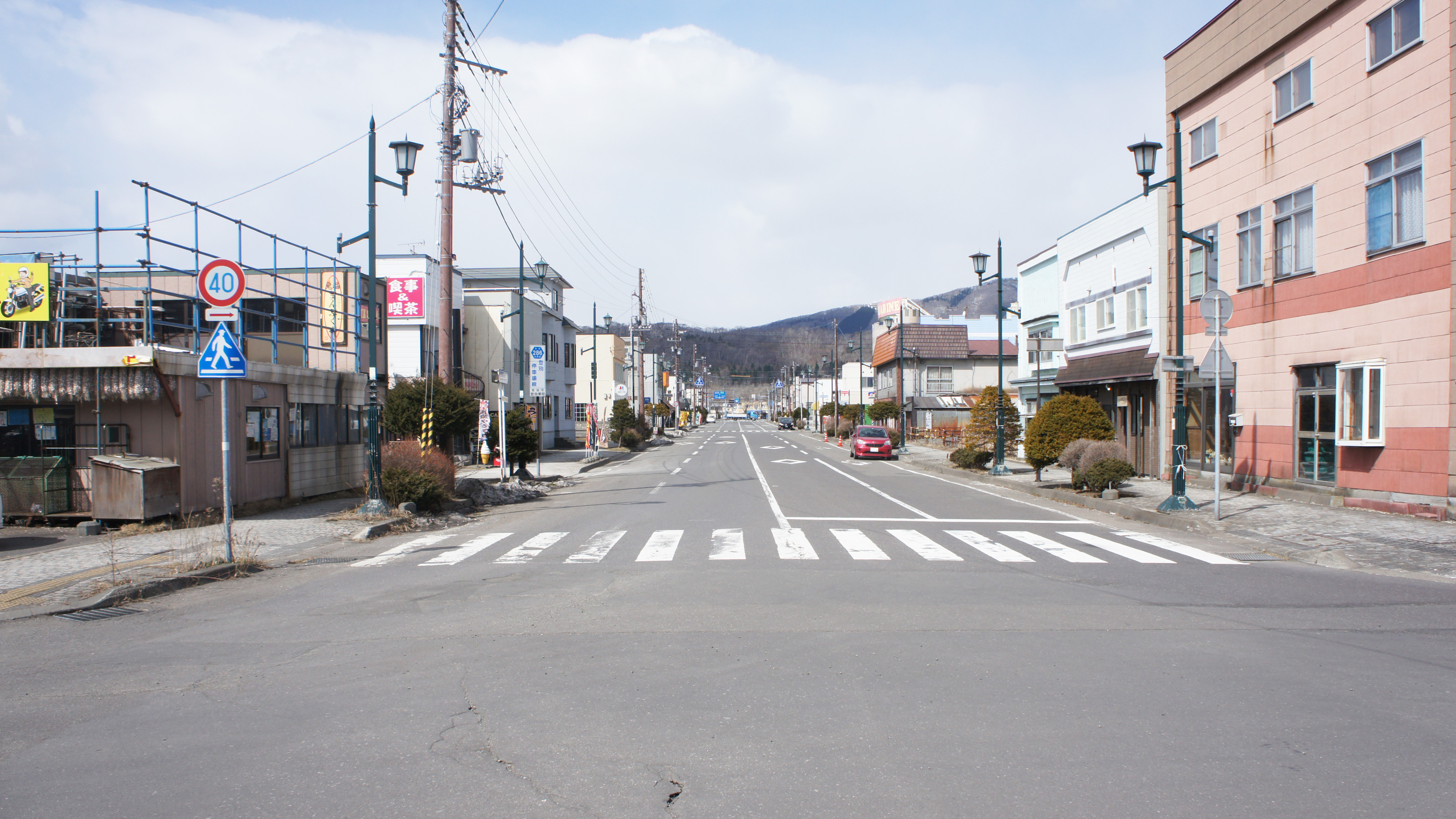
登別駅前から（2021年3月）

北海道道286号登別停車場線（ほっかいどうどう286ごう のぼりべつていしゃじょうせん）は、北海道登別市内を結ぶ一般道道（北海道道）である。

## 概要

### 路線データ
- 起点：北海道登別市登別東町2丁目（JR北海道 室蘭本線 登別駅）
- 終点：北海道登別市登別東町2丁目（国道36号・北海道道2号洞爺湖登別線交点）
- 総延長：0.295 km
- 実延長：0.262 km
- 重用延長：0.033 km

### 道路管理者
- 胆振総合振興局 室蘭建設管理部 登別出張所

## 歴史
- 1957年（昭和32年）7月25日 - 237号として路線認定[1]。
- 1994年（平成6年）10月1日 - 路線番号を286号に変更[2]。

この路線の前身は、1922年（大正11年）7月21日に認定された準地方費道96号カルルス登別停車場線の一部である。

## 地理

### 通過する自治体
- 胆振総合振興局
  - 登別市

### 交差する道路
登別市
- 国道36号 - 登別東町2丁目（終点）
- 北海道道2号洞爺湖登別線 - 登別東町2丁目（終点）

### 沿線にある施設など
登別市
- JR北海道 室蘭本線 登別駅
- 登別駅前郵便局